# راه‌آهن رشت–آستارا
پروژه راه‌آهن رشت–آستارا به عنوان یک بخش حیاتی و حلقه نهایی کریدور بین‌المللی حمل‌ونقل شمال–جنوب (INSTC) شناخته می‌شود. این خط ریلی، که در استان گیلان ایران قرار دارد، نقش کلیدی در اتصال ترانزیتی ایران به منطقه قفقاز، روسیه، اسکاندیناوی و اروپا ایفا می‌کند. این مسیر ریلی در واقع تکمیل‌کننده اتصال ریلی بندر چابهار در جنوب ایران به آستارا در مرز با جمهوری آذربایجان است و از این طریق، راه‌آهن ایران را به خطوط ریلی کشورهای همسایه شمالی و فراتر از آن متصل می‌سازد.
مجریان اصلی این پروژه، جمهوری اسلامی ایران و فدراسیون روسیه هستند که بر اساس توافق‌نامه‌ای که در سال ۲۰۲۳ به امضا رسید، به طور مشترک مسئولیت تأمین مالی، طراحی، ساخت و تأمین کالا و خدمات این مسیر را بر عهده دارند. روسیه به عنوان طرف مشارکت‌کننده در حال انجام مطالعات و عملیات ساخت است. جمهوری آذربایجان نیز به عنوان یکی از شرکای کلیدی کریدور شمال-جنوب، در هماهنگی‌های سه‌جانبه با ایران و روسیه درگیر این پروژه است. با این حال، لازم به ذکر است که جمهوری آذربایجان پیش‌تر به دلیل تحریم‌های آمریکا از سرمایه‌گذاری مستقیم در این پروژه کنار کشید، اگرچه مذاکراتی برای سرمایه‌گذاری مجدد آن‌ها در جریان بود. شرکت ساخت و توسعه زیربناهای حمل‌ونقل کشور از جانب ایران و شرکت کاسپین سرویسز از جانب روسیه، مجریان اصلی این طرح هستند.
اهداف کلان این پروژه فراتر از یک اتصال ریلی ساده است. این مسیر ریلی با هدف کاهش چشمگیر زمان و هزینه حمل‌ونقل کالا میان کشورهای حوزه خلیج‌فارس، روسیه، اروپا و آسیای جنوبی طراحی شده است. به عنوان مثال، مسیر ترکیبی ریلی-دریایی این خط می‌تواند زمان حمل بار از فنلاند به ایران را به ۱۲ روز کاهش دهد، در حالی که مسیر کاملاً دریایی ۳۳ روز زمان می‌برد. این کاهش زمان و هزینه، تا ۴۰ درصد در مسافت و ۳۰ درصد در هزینه در مقایسه با مسیرهای سنتی (مانند کانال سوئز) برآورد شده است. از دیگر اهداف مهم این پروژه، تقویت جایگاه ژئوپلیتیک ایران و پیوند بنادر جنوبی کشور با بنادر حاشیه دریای خزر و اروپا است. این پروژه همچنین به عنوان یک منبع درآمد پایدار برای ایران پیش‌بینی می‌شود که می‌تواند سالیانه تا ۲۰ میلیارد دلار درآمدزایی داشته باشد و وابستگی کشور به درآمدهای نفتی را کاهش دهد. علاوه بر این، تسهیل جابه‌جایی کالا و مسافر، ارتقای ظرفیت ترانزیت ایران، جذب بالاترین حجم بار روسیه و توسعه گردشگری در منطقه از دیگر اهداف استراتژیک این خط ریلی محسوب می‌شود.

## تاریخچه
ایده احداث راه‌آهن رشت–آستارا به عنوان بخشی از کریدور شمال-جنوب، ریشه‌ای طولانی در تاریخ توسعه زیرساخت‌های ریلی ایران دارد. اگرچه ایده کلی ساخت راه‌آهن سراسری در ایران به اواخر دوره قاجار بازمی‌گردد و در دوران رضاشاه با جدیت پیگیری و بخش‌های مهمی از آن ساخته شد ، اما پروژه راه‌آهن رشت–آستارا به طور خاص به عنوان یک حلقه مفقوده در کریدور بین‌المللی شمال-جنوب مطرح شد. توافق‌نامه اصلی کریدور حمل‌ونقل بین‌المللی شمال-جنوب (INSTC) در سال ۲۰۰۲ میلادی (۱۳۷۹ شمسی) بین ایران، روسیه و هند به امضا رسید که این مسیر را به عنوان یکی از اجزای کلیدی آن تعریف کرد.
خط راه‌آهن قزوین–رشت، که پیش‌نیاز اتصال رشت به آستارا است، از مهر ۱۳۸۵ آغاز شد و در ۱۵ اسفند ۱۳۹۷ به بهره‌برداری رسید. پس از تکمیل این بخش، امتداد آن به سمت بندر کاسپین، بندر انزلی و آستارا در دستور کار قرار گرفت. با این حال، پروژه رشت–آستارا با موانع و تأخیرهای متعددی روبرو بوده است. این پروژه که به عنوان یک طرح ۲۰ ساله شناخته می‌شود، هنوز در مراحل ابتدایی اجرا باقی مانده است. یکی از دلایل اصلی کندی پیشرفت، فقدان مطالعات دقیق، جامع و به‌روز است که بتواند ابعاد اقتصادی، فنی و ترانزیتی طرح را به روشنی تبیین کند. اطلاعات ناکافی و عدم دسترسی صحیح متخصصان به آن، منجر به سردرگمی و اختلاف‌نظر در پیشبرد این پروژه حیاتی شده است.
یکی از تأخیرهای مهم، خروج جمهوری آذربایجان از سرمایه‌گذاری در این پروژه بود. آذربایجان پیش‌تر قصد داشت ۵۰۰ میلیون دلار در این پروژه سرمایه‌گذاری کند و حتی خط ریلی آستارای آذربایجان را با احداث یک پل به بارانداز ریلی آستارای ایران متصل کرده بود. اما به دلیل تحریم‌های آمریکا، شرکت دولتی راه‌آهن آذربایجان از ادامه سرمایه‌گذاری در بخش رشت-آستارا کنار کشید و پروژه بارانداز نیز نیمه‌کاره رها شد، هرچند آذربایجان همچنان از بارانداز ریلی درآمد کسب می‌کند. این مسئله نشان‌دهنده تأثیر عوامل ژئوپلیتیکی و تحریم‌های بین‌المللی بر پیشرفت پروژه‌های زیرساختی در منطقه است.
در سال‌های اخیر، تلاش‌های دیپلماتیک برای رفع موانع و تسریع در اجرای پروژه افزایش یافته است. در می ۲۰۲۳ (اردیبهشت ۱۴۰۲)، ایران و روسیه توافق‌نامه ساخت راه‌آهن رشت–آستارا را امضا کردند. بر اساس این توافق، مسکو و تهران به طور مشترک مسئولیت تأمین مالی، طراحی، ساخت و تأمین کالا و خدمات را بر عهده گرفتند و روسیه وامی به ارزش ۱.۳ میلیارد یورو برای این پروژه به تهران ارائه می‌کند. همچنین، تفاهم‌نامه‌ای بین ایران و آذربایجان برای تکمیل پایانه ریلی آستارا به امضا رسیده است که نشان‌دهنده ادامه همکاری‌ها در این بخش است. با این حال، تأخیر در نهایی کردن قرارداد با روس‌ها به دلیل تغییرات سیاسی در ایران و نیاز به ارزیابی سیاست‌های دولت جدید نیز مطرح شده است.